# Villanueva de Huerva
Villanueva de Huerva è un comune spagnolo di 588 abitanti situato nella comunità autonoma dell'Aragona.